# Cibarium
Das Cibarium (von lateinisch cibarius: zum Speisen dienlich) bezeichnet den Mundvorraum bei den Insekten, den Abschnitt direkt vor der eigentlichen Mundöffnung. Der nach hinten anschließende, im Kopfinneren liegende Abschnitt wird als Pharynx (oder Rachen) bezeichnet. Das Cibarium wird in der Regel nach unten vom Hypopharynx und nach oben vom sog. Epipharynx, das ist die weiche, häutige Innenseite von Labrum und Clypeus, begrenzt. Die seitlichen Begrenzungen sind sehr verschieden und von Bau und Funktion der jeweiligen Mundwerkzeuge abhängig. Das Cibarium ist also von schwach sklerotisierten, weichhäutigen Strukturen begrenzt. In diese kann aber eine unterschiedliche Anzahl kleiner Sklerite eingelagert sein. Als Synonym für Cibarium wird gelegentlich der Ausdruck Sitophor verwendet, einige Forscher machen aber zwischen diesen beiden (als verschiedenen Abschnitten) einen Unterschied, z. B. bei den Hautflüglern.
Um die von den Mundwerkzeugen zerkleinerte Nahrung zur Mundöffnung zu befördern, kann das Cibarium in der Regel erweitert werden, um so den Nahrungsbrei anzusaugen. Dazu ist ein meist mächtiger Muskel ausgebildet, der vom Postclypeus zum Cibarialgaumen verläuft und so den Raum erweitert. Der antagonistische Muskel, der ihn wieder verengt, setzt am Tentorium an. Bei Insekten mit saugenden Mundwerkzeugen ist das Cibarium regelmäßig zu einer durch mächtige Muskelpakete angetriebenen Saugpumpe, der Cibarialpumpe, umgebildet. Diese sitzt immer vor der anatomischen Mundöffnung, aber scheinbar tief im Kopfinnern, da die davor liegenden Strukturen sich so dicht zusammengeschlossen haben, dass eine zweite, äußere Mundöffnung gebildet wird. Auch der Pharynx kann zu einer Saugpumpe umgestaltet sein. Einige Insekten, z. B. die Stechmücken, haben sogar beide Pumpen nebeneinander.